# Jean-Claude Carrière
Jean-Claude Carrière (Colombières-sur-Orb, Hérault, 19 de septiembre de 1931-París, 8 de febrero de 2021) fue un actor y guionista francés, gran colaborador de Luis Buñuel. En julio de 2011 el gobierno de España le concedió la Orden de las Artes y las Letras.

## Biografía
Carrière es uno de los máximos exponentes del surrealismo francés. Se graduó en literatura e historia y publicó su primera novela con veinticuatro años. Su colaboración con Luis Buñuel como guionista se inició con la película Diario de una camarera (1964) y se prolongó en varias películas posteriores, incluyendo Belle de jour (1967), El discreto encanto de la burguesía (1972), El fantasma de la libertad (1974), Ese oscuro objeto del deseo (1977) y La Vía Láctea (1969). Colaboró también con otros directores españoles como Luis García Berlanga (Tamaño natural). Fue autor de los guiones de El tambor de hojalata (1979), El regreso de Martin Guerre (1982), La insoportable levedad del ser (1988), Valmont (1989), Cyrano de Bergerac (1990), El húsar en el tejado (1995) o Los fantasmas de Goya (2006), entre otras.
De su método de trabajo como guionista, afirmó lo siguiente: «El inconsciente siempre resulta fundamental, también al escribir. Para que un personaje sea completo, siempre hay que dotarlo de un subconsciente propio. Todo escritor debe conferir zonas oscuras a sus personajes. Y cuando hacen cosas absurdas o impropias de ellos hay que dejarles tomar ese camino imprevisto».
Falleció en su casa, en París, el 8 de febrero de 2021 debido a causas naturales.

## Filmografía

### Como guionista
- 1964 — Diario de una camarera
- 1965 — Viva María!
- 1965 — Miss Muerte
- 1966 — Hotel Paradiso
- 1966 — Cartas boca arriba
- 1967 — Belle de Jour
- 1967 — Ladrón de París
- 1969 — La Vía Láctea
- 1972 — El discreto encanto de la burguesía
- 1974 — La carne de la orquídea
- 1974 — Tamaño natural
- 1974 — El fantasma de la libertad
- 1977 — Ese oscuro objeto del deseo
- 1979 — El tambor de hojalata
- 1979 — Retour à la bien-aimée
- 1982 — El regreso de Martin Guerre
- 1982 — Danton
- 1988 — Hechizo en la India
- 1988 — La insoportable levedad del ser
- 1989 — Milou en mayo
- 1989 — The Mahabharata
- 1989 — Valmont
- 1990 — El poder de un dios
- 1990 — Cyrano de Bergerac
- 1991 — Jugando en los campos del Señor
- 1992 — El regreso de Casanova
- 1993 — Sommersby
- 1994 — La noche y el momento
- 1995 — El húsar en el tejado
- 1996 — El ogro
- 1997 — La caja china
- 1997 — Cómo triunfar en Wall Street
- 2000 — Salsa
- 2006 — Los fantasmas de Goya
- (2007)   -   Libretista de la ópera de Harvey "Wagner Dream"
- 2009 — La cinta blanca, colaboración con Michael Haneke
- 2012 — La piedra de la paciencia de Atiq Rahimi

- 2012 — El artista y la modelo

- 2015 — L'Ombre des femmes de Philippe Garrel

### Como actor
- 1969 — La Vía Láctea
- 1994 — La noche y el momento
- 2000 — A propósito de Buñuel
- 2000 — Buñuel en Hollywood
- 2001 — Buñuel y la mesa del rey Salomón
- 2006 — Avida
- 2006 — Tajnata kniga
- 2010 — Copia certificada

### Como escritor
- 1997 — La película que no se ve
- 2018 — La vallée du néant (El valle de la nada), París, Odile Jacob, ISBN 9782738144799.

## Premios y distinciones
Premios Óscar
| Año  | Categoría                        | Película                            | Resultado |
| ---- | -------------------------------- | ----------------------------------- | --------- |
| 1973 | Mejor argumento y guion original | El discreto encanto de la burguesía | Nominado  |
| 1978 | Mejor guion adaptado             | Ese oscuro objeto del deseo         | Nominado  |
| 1989 | Mejor guion adaptado             | La insoportable levedad del ser     | Nominado  |

Festival Internacional de Cine de San Sebastián
| Año  | Categoría                        | Película       | Resultado |
| ---- | -------------------------------- | -------------- | --------- |
| 2018 | Premio del jurado al mejor guion | Un hombre fiel | Ganador   |